# Luciano Spalletti
Luciano Spalletti (Certaldo, Italia, 7 de marzo de 1959) es un exfutbolista y entrenador de fútbol italiano. Actualmente sin club.

## Trayectoria

### Como jugador
Spalletti fue un modesto futbolista que desarrolló toda su carrera en la Serie C. Jugaba como centrocampista y debutó en 1978, siendo futbolista del AC Entella. Luego pasó por el Spezia Calcio y el Viareggio. Se retiró en las filas del Empoli en 1993.

### Como entrenador
Empoli
Spalletti se inició como entrenador en el Empoli, donde llevó al equipo de la Toscana a ascender desde la Serie C1 a la Serie A.
Sampdoria
En 1998, llegó a la Sampdoria. Fue sustituido por David Platt debido a los malos resultados, pero regresó al banquillo dos meses después. Finalmente, no pudo mantener al equipo genovés en la Serie A, por lo que abandonó el club.
Venezia
Luego, tuvo otra fallida experiencia al frente del Venezia, donde fue destituido tras sumar 5 puntos en 8 partidos, recontratado tras un solo mes y nuevamente despedido poco después.
Udinese
Posteriormente, tuvo una breve primera estancia en el Udinese en algunos meses del 2001. Dejó al equipo en 12.ª posición, siendo relevado por Roy Hodgson al término de la temporada.
Ancona
En la segunda mitad de la temporada 2001-2002, dirigió al Ancona de la Serie B, logrando una holgada salvación.
Regreso al Udinese
Spalletti comenzó su segunda etapa en el Udinese un año después de su partida. Sus dos primeras temporadas fueron más que correctas, pues el equipo de Údine terminó en la primera parte de la clasificación (6.º en la 2002-03 y 7.º en la 2003-04), obteniendo una plaza para jugar la Copa de la UEFA. En la campaña 2004-2005, Spalletti guio al equipo friulano a un sensacional cuarto puesto al final de la Serie A, superando todas las expectativas al conseguir clasificarse para la ronda previa de la Liga de Campeones de la UEFA.

Roma

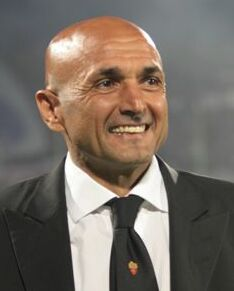
Spalletti como técnico de la Roma en 2009.

Este éxito excepcional con un club con recursos limitados atrajo la atención de la Roma. El club de la capital había realizado una decepcionante temporada, en la que habían pasado cuatro entrenadores diferentes en un solo año para concluir en un discreto 8.º puesto, por lo que se hizo con los servicios de Spalletti, a quien le asignó la tarea de intentar poner orden en el caótico equipo.
Tras una poco inspirada primera mitad de la temporada 2005-2006, cambió la táctica del equipo en lugar de jugar a la defensiva. El 26 de febrero de 2006, la Roma consiguió un nuevo récord de triunfos consecutivos (11) en la Serie A con una victoria 2-0 sobre la SS Lazio. Sin embargo, a finales de la temporada, la Roma no llegó al 4.º lugar, siendo 5.ª, por lo que no se pudo clasificar para la Liga de Campeones. Spalletti también alcanzó la final de la Copa de Italia contra el Inter durante la temporada 2005-2006, pero la perdió. Sin embargo, finalmente los romanos se clasificaron para la Liga de Campeones de la UEFA 2006-07, ya que la Juventus fue descendida a la Serie B y la Fiorentina y el AC Milan recibieron sanciones al restarles puntos como consecuencia del escándalo "Moggigate".
Spalletti se inclina por el sistema del 4-2-3-1, donde se utilizan 4 defensores, 2 mediocampistas defensivos, 2 laterales ofensivos, un centrocampista atacante, y un delantero. Este sistema demostró su eficacia a partir de su introducción en la temporada 2005-2006 para la AS Roma. Como resultado, el equipo subió del 15.º al 5.º lugar al final de la temporada. Durante ese tiempo, la Roma también consiguió protagonizar una racha de 11 victorias consecutivas (récord en el fútbol italiano en aquel tiempo).
A finales de 2006, Spalletti fue elegido como el Entrenador del Año de la Serie A y, en los meses siguientes llevó a la Roma a los cuartos de final de la Liga de Campeones por primera vez en su historia, después de una victoria 2-0 sobre el Olympique de Lyon en el Stade de Gerland en la primera ronda eliminatoria. En los cuartos de final, a pesar de un prometedor 2-1 en la ida; la Roma se desmoronó increíblemente, siendo derrotada por 7-1 a manos del Manchester United de Alex Ferguson en Old Trafford. El equipo, sin embargo, consiguió convertirse en el primero en derrotar al Inter de Milán de Roberto Mancini en todas las competiciones de ese año, con un 1-3 en el Stadio Giuseppe Meazza, un partido que los nerazzurri debían ganar para ser matemáticamente campeones del Scudetto contra el único rival que tenían en el campeonato. Los giallorossi terminaron la Liga como subcampeones, aunque a 22 puntos de distancia del campeón, el Inter de Milán. Asimismo, los hombres de Spalletti ganaron la Copa de Italia contra el Inter, con un resultado global de 7-4, un rotundo 6-2 en el partido de ida en Roma seguido de una ajustada derrota por 2-1 en Milán. Fue el primer trofeo importante en la carrera de Spalletti, que solo había ganado una Copa de Italia de la Serie C con el Empoli. Pero todavía quedaba por añadir otro trofeo con los romanos a su vitrina, derrotando, una vez más, al Inter de Milán (0-1) para hacerse con la Supercopa de Italia de 2007.
En los octavos de final de la Liga de Campeones de la UEFA 2007-08, la Roma de Spalletti hizo historia al derrotar al Real Madrid en una eliminatoria (2-1 tanto en Roma como en Madrid) y también se convirtió en el primer equipo europeo en conseguir dos victorias sobre el Real Madrid en su estadio, el Santiago Bernabéu, pero volverían a caer eliminados en cuartos ante el Manchester United. Aquella temporada, el equipo romano finalizó nuevamente como subcampeón de la Serie A, aunque esta vez sólo 3 puntos por detrás del Inter y teniendo opciones de ser campeón en la última jornada; mientras que revalidó el título de Copa al vencer a los nerazzurri en la final (2-1).
Finalmente, Spalletti dimitió como técnico de la Roma en septiembre de 2009, tras encajar dos derrotas consecutivas en el arranque de la Serie A.
Zenit de San Petersburgo

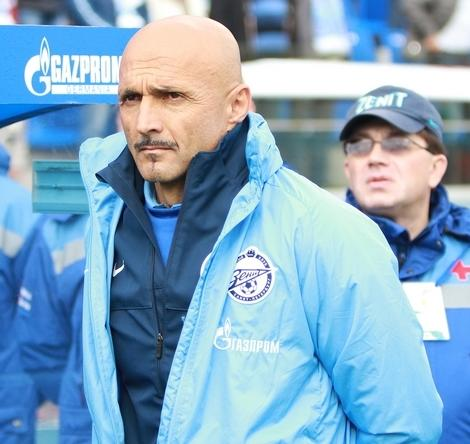
Spalletti con el Zenit de San Petersburgo.

Dos meses después de dejar el banquillo del Olímpico de Roma, Spalletti se incorporó al equipo ruso Zenit de San Petersburgo, firmando un contrato por tres temporadas.
Con este equipo consiguió ganar la Liga Premier de Rusia en dos temporadas consecutivas (2010 y 2011-12), además de una Copa y una Supercopa rusa en 2010 y 2011. Esos buenos resultados provocaron que el club renovara su contrato por otras tres temporadas.
Sin embargo, tras dos años sin títulos, en marzo de 2014 llegó su destitución, con el equipo atravesando una mala racha de resultados (una victoria en 11 partidos) tanto en la Liga rusa, donde marchaba segundo, como en la Champions, en la que perdió el partido de ida de octavos de final.
Regreso a la Roma
El 14 de enero de 2016, se confirmó su vuelta a la AS Roma. Se hizo cargo del equipo italiano cuando marchaba como 5.º clasificado recién terminada la primera vuelta de la Serie A, y aunque sólo consiguió un punto en sus dos primeros partidos, luego el equipo romano encadenó 8 victorias consecutivas que lo catapultaron al 3.er puesto de la clasificación. No pudo evitar la eliminación en octavos de final de la Champions frente al Real Madrid (futuro campeón del torneo), pero terminó la temporada llevando a la Roma a la 3.ª posición (clasificatoria para la ronda previa de la Champions) de la Serie A, sumando 80 puntos, sólo dos menos que el subcampeón. El conjunto giallorosso, bajo el mando de Spalletti, sólo perdió un partido en toda la segunda vuelta del campeonato doméstico (contra el campeón Juventus), consiguió enlazar una racha de 8 y otra de 5 victorias consecutivas, y sumó 46 puntos de 57 posibles.
La Roma comenzó la temporada 2016-17 perdiendo la eliminatoria previa de la Champions contra el Oporto, por lo que quedó relegada a jugar la Liga Europa. En esta segunda etapa en el equipo romano, Spalletti se convirtió en el segundo entrenador con más partidos en el banquillo giallorosso, superando a Fabio Capello (241). A pesar de un inicio algo irregular, el equipo se asentó en el 2.º puesto de la tabla tras 8 jornadas de la Serie A, siendo además el equipo más goleador de la categoría y uno de los mejores del continente en este aspecto. El conjunto transalpino llegó hasta los octavos de final de la Liga Europa, donde cayó ante el Olympique de Lyon; mientras que en la Copa de Italia, fue apeado en semifinales por la Lazio. Finalmente, la Roma se aseguró el subcampeonato en la última jornada de la Serie A, con un nuevo récord de puntuación (87) y de goles a favor (90) para el equipo capitalino en una temporada. Sin embargo, solo dos días después, el club anunció que Spalletti no iba a continuar en la entidad.
Inter de Milán
El 9 de junio de 2017, se hizo oficial su contratación por parte del Inter de Milán. Bajo su dirección, el conjunto nerazzurri protagonizó el mejor inicio de su historia en la Serie A, situándose en 1.er puesto, con 40 puntos tras 16 jornadas. No obstante, una mala racha de resultados a finales de año le hizo caer eliminado frente al Milan en cuartos de final de la Copa de Italia y terminar la primera vuelta del torneo liguero en 3.ª posición. Finalmente, el equipo interista consiguió clasificarse para la Champions por primera vez en 6 años al arrebatarle la 4.ª plaza de la Serie A a la Lazio en la última jornada.
El 14 de agosto de 2018, renovó su contrato con el Inter de Milán hasta 2021. El conjunto lombardo fue eliminado en la fase de grupos de la Liga de Campeones, y al igual que el año anterior, llegó al ecuador de la Serie A como 3.er clasificado y fue eliminado en cuartos de final de la Copa de Italia, esta vez ante la Lazio. Terminó la temporada repitiendo la 4.ª posición en la Serie A que había logrado el curso anterior, y en consecuencia, clasificándose de nuevo para la Liga de Campeones. Pese a estos resultados, fue despedido como técnico del Inter de Milán el 30 de mayo de 2019.
Napoli
El 29 de mayo de 2021, fue confirmado como nuevo entrenador del Napoli. Bajo su dirección, al ganar sus ocho primeros partidos en la liga, el equipo napolitano igualó el mejor arranque de su historia que se remontaba cuatro años atrás. Sin embargo, a continuación siguió un periplo de altibajos, que llevó al club a encontrarse en tercera posición en el ecuador del campeonato, por detrás de los dos equipos milaneses. La lucha por el Scudetto se saldó con derrotas ante la Fiorentina y el Empoli, pero aun así los napolitanos lograron acabar terceros, clasificándose para la siguiente edición de la Liga de Campeones. 
Más discreto fue su papel en las copas. En la Copa Italia perdió en octavos de final contra la Fiorentina por 5-2 en la prórroga. En la Liga Europa tuvo que enfrentarse en la fase de grupos al Legia de Varsovia, al Spartak de Moscú y al Leicester City; acabó segundo de grupo por detrás del equipo moscovita y se vio obligado a jugar la ronda preliminar de la fase eliminatoria, en la que cayó ante el Barcelona (1-1 en España y derrota por 2-4 de local).
En cambio, en su segunda temporada en el banquillo del Estadio Diego Armando Maradona, el Napoli logró grandes resultados.
En la Liga de Campeones, el equipo de Spalletti quedó encuadrado en el Grupo A junto con Ajax, Liverpool y Rangers. El camino europeo comenzó muy bien para el club napolitano, que ganó los tres primeros partidos del grupo: primero al Liverpool por 4-1 en el Diego Armando Maradona, luego a Rangers por 3-0 en Glasgow y después al Ajax por 6-1 en Ámsterdam. Gracias a la posterior victoria en su casa contra los holandeses (4-2), los azzurri se clasificaron matemáticamente para los octavos de final por primera vez en su historia, con dos fechas de antelación. La fase de grupos se cerró con una victoria de local contra Rangers (3-0) y una derrota en Anfield (0-2), irrelevante porque, aunque ambos el Napoli y el Liverpool habían sumado 15 puntos, los italianos acabaron primeros gracias a la diferencia de goles a favor en los enfrentamientos directos. En virtud del sorteo, en los octavos de final los partenopei se enfrentaron al Eintracht Fráncfort, segundo clasificado del Grupo D y vigente campeón de la anterior edición de la Liga Europa. El doble enfrentamiento se ganó con soltura, con un 2-0 en la ida en Alemania y un 3-0 en la vuelta: por primera vez en su historia, el Napoli alcanzó los cuartos de final de la Liga de Campeones. En esta fase, los azzurri se midieron con sus compatriotas del AC Milan; la eliminatoria se saldó con la eliminación de los partenopei, que perdieron 1-0 en la ida en San Siro y empataron 1-1 en su casa en la vuelta.
En la Copa Italia, cayeron en los octavos de final, siendo eliminados en casa por la Cremonese en los penaltis, después de que tanto el tiempo reglamentario como la prórroga acabaran en empate a 2.
La liga de Serie A comenzó con victorias contra el Verona (2-5) y el Monza (4-0), donde el nuevo fichaje Kvaratskhelia se lució de inmediato, contribuyendo con tres goles y una asistencia a los primeros seis puntos de la temporada de los napolitanos. Tras dos empates contra la Fiorentina (0-0) y el Lecce (1-1), los azzurri se redimieron inmediatamente con tres victorias consecutivas contra la Lazio (1-2), el Spezia (1-0) y el vigente campeón de Italia, el AC Milan (1-2). En la pausa de septiembre, los azzurri eran primeros de la clasificación, junto con el Atalanta. Luego, gracias a las victorias contra Torino (3-1) y Cremonese (1-4), y también al empate del Atalanta contra el Udinese, el Napoli lideró la tabla en solitario tras nueve partidos. El equipo napolitano ganó todos los partidos restantes hasta la pausa para el Mundial 2022. A la vuelta de la Serie A, el Napoli rompió su racha de once victorias consecutivas en la liga, al perder de visitante contra el Inter de Milán (0-1) en la 16.ª jornada. Sin embargo, la posterior victoria en Génova contra la Sampdoria (0-2) convirtió al Napoli en el campeón de invierno con dos jornadas de antelación. En la siguiente jornada, el Napoli derrotó a la Juventus de Turín por 5-1, con lo que obtuvo 9 puntos de ventaja sobre el AC Milan y 10 sobre los bianconeri. Cerró la primera mitad de la temporada con una victoria de visitante ante la Salernitana (0-2), convirtiéndose así en el tercer equipo en la era de los tres puntos que ha sumado 50 puntos en el ecuador del campeonato italiano, tras el Inter en la temporada 2006-2007 y la Juventus en 2013-2014 y 2018-2019. La segunda mitad de la temporada se abrió con cinco victorias más, contra la Roma (2-1), el Spezia (0-3), la Cremonese (3-0), el Sassuolo (0-2) y el Empoli (0-2), de modo que la diferencia con el segundo en la clasificación aumentó a 18 puntos. A pesar de la posterior derrota local ante la Lazio (0-1), los partenopei lograron restablecer la distancia de 18 puntos con el segundo clasificado en la siguiente jornada, gracias a la victoria ante el Atalanta (2-0) y al éxito del Spezia frente al Inter. Antes de la pausa por las selecciones, obtuvieron otra victoria en el campo del Torino (0-4). A la vuelta, el rendimiento del Napoli fue desigual: una derrota en el Estadio Maradona contra el AC Milan (0-4), una victoria de visitante contra el Lecce (1-2) y un empate de local contra el Verona (0-0). A estos resultados siguió la victoria en el campo de la Juventus (0-1), con lo que los azzurri volvieron a ganar después de trece años tanto el partido de ida como el de vuelta contra los bianconeri. Tras dos empates por 1 a 1, el primero de local contra la Salernitana y el segundo de visitante ante el Udinese, el 4 de mayo de 2023 el Napoli conquistó el título por tercera vez en su historia.
El 29 de mayo de 2023, se confirmó que Spalletti dejaría el cargo de técnico del Napoli para tomarse un año sabático.
Selección de Italia
El 18 de agosto de 2023, fue anunciado como nuevo entrenador de la selección de Italia tras firmar un contrato hasta la finalización de la Copa Mundial de 2026. Sin embargo, no llegó a cumplir su contrato, ya que el 8 de junio de 2025, después de una derrota por 3-0 contra Noruega que redujo considerablemente las posibilidades de clasificación directa para la Copa Mundial de la FIFA 2026, anunció que sería relevado de sus funciones tras el partido contra Moldavia.

## Clubes y estadísticas

### Como jugador
| Club          | País   | Año       | Partidos | Goles |
| ------------- | ------ | --------- | -------- | ----- |
| AC Entella    | Italia | 1978-1986 | 27       | 2     |
| Spezia Calcio | Italia | 1986-1990 | 120      | 7     |
| Viareggio     | Italia | 1990-1991 | 29       | 1     |
| Empoli FC     | Italia | 1991-1993 | 60       | 3     |
| Total         | Total  | Total     | 236      | 13    |

### Como entrenador

##### Clubes
| Equipo                  | Div.         | Temporada    | Liga  | Liga | Liga | Liga | Liga |       | Copa | Copa | Copa | Copa  |    | Internacional | Internacional | Internacional | Internacional | Internacional |   | Otros | Otros | Otros | Otros |     | Totales     | Totales | Totales | Totales | Totales | Totales | Totales | Totales |
| Equipo                  | Div.         | Temporada    | Part. | G    | E    | P    | Pos. | Part. | G    | E    | P    | Part. | G  | E             | P             | Pos.          | Part.         | G             | E | P     | Part. | G     | E     | P   | Rendimiento | GF      | GC      | Dif.    |         |         |         |         |
| ----------------------- | ------------ | ------------ | ----- | ---- | ---- | ---- | ---- | ----- | ---- | ---- | ---- | ----- | -- | ------------- | ------------- | ------------- | ------------- | ------------- | - | ----- | ----- | ----- | ----- | --- | ----------- | ------- | ------- | ------- | ------- | ------- | ------- | ------- |
| Empoli · Italia         | 3.ª          | 1993-94      | 6     | 1    | 2    | 3    | 17.º | -     | -    | -    | -    | -     | -  | -             | -             | -             | 2             | 1             | 1 | 0     | 8     | 2     | 3     | 3   | 37.5%       | 8       | 9       | -1      |         |         |         |         |
| Empoli · Italia         | 3.ª          | 1995-96      | 34    | 17   | 11   | 6    | 3.º  | 14    | 9    | 4    | 1    | -     | -  | -             | -             | -             | 3             | 3             | 0 | 0     | 51    | 29    | 15    | 7   | 66.66%      | 64      | 25      | +39     |         |         |         |         |
| Empoli · Italia         | 2.ª          | 1996-97      | 38    | 17   | 13   | 8    | 2.º  | 3     | 1    | 1    | 1    | -     | -  | -             | -             | -             | -             | -             | - | -     | 41    | 18    | 14    | 9   | 55.28%      | 47      | 37      | +10     |         |         |         |         |
| Empoli · Italia         | 1.ª          | 1997-98      | 34    | 10   | 7    | 17   | 12.º | 2     | 0    | 1    | 1    | -     | -  | -             | -             | -             | -             | -             | - | -     | 36    | 10    | 8     | 18  | 35.19%      | 51      | 61      | -10     |         |         |         |         |
| Empoli · Italia         | Total        | Total        | 112   | 45   | 33   | 34   | -    | 19    | 10   | 6    | 3    | -     | -  | -             | -             | -             | 5             | 4             | 1 | 0     | 136   | 59    | 40    | 37  | 53.18%      | 170     | 132     | +38     |         |         |         |         |
| Sampdoria · Italia      | 1.ª          | 1998-99      | 28    | 9    | 7    | 12   | 16.º | 4     | 1    | 1    | 2    | -     | -  | -             | -             | -             | 6             | 4             | 0 | 2     | 38    | 14    | 8     | 16  | 43.86%      | 44      | 52      | -8      |         |         |         |         |
| Sampdoria · Italia      | Total        | Total        | 28    | 9    | 7    | 12   | -    | 4     | 1    | 1    | 2    | -     | -  | -             | -             | -             | 6             | 4             | 0 | 2     | 38    | 14    | 8     | 16  | 43.86%      | 44      | 52      | -8      |         |         |         |         |
| Venezia · Italia        | 1.ª          | 1999-00      | 17    | 4    | 3    | 10   | Inc. | 6     | 2    | 3    | 1    | -     | -  | -             | -             | -             | -             | -             | - | -     | 23    | 6     | 6     | 11  | 34.79%      | 21      | 33      | -12     |         |         |         |         |
| Venezia · Italia        | Total        | Total        | 17    | 4    | 3    | 10   | -    | 6     | 2    | 3    | 1    | -     | -  | -             | -             | -             | -             | -             | - | -     | 23    | 6     | 6     | 11  | 34.79%      | 21      | 33      | -12     |         |         |         |         |
| Udinese · Italia        | 1.ª          | 2000-01      | 11    | 2    | 4    | 5    | 12.º | -     | -    | -    | -    | -     | -  | -             | -             | -             | -             | -             | - | -     | 11    | 2     | 4     | 5   | 30.3%       | 13      | 19      | -6      |         |         |         |         |
| Ancona · Italia         | 2.ª          | 2001-02      | 20    | 8    | 5    | 7    | 12.º | -     | -    | -    | -    | -     | -  | -             | -             | -             | -             | -             | - | -     | 20    | 8     | 5     | 7   | 48.33%      | 27      | 25      | +2      |         |         |         |         |
| Ancona · Italia         | Total        | Total        | 20    | 8    | 5    | 7    | -    | -     | -    | -    | -    | -     | -  | -             | -             | -             | -             | -             | - | -     | 20    | 8     | 5     | 7   | 48.33%      | 27      | 25      | +2      |         |         |         |         |
| Udinese · Italia        | 1.ª          | 2002-03      | 34    | 16   | 8    | 10   | 6.º  | 2     | 1    | 0    | 1    | -     | -  | -             | -             | -             | -             | -             | - | -     | 36    | 17    | 8     | 11  | 54.63%      | 40      | 39      | +1      |         |         |         |         |
| Udinese · Italia        | 1.ª          | 2003-04      | 34    | 13   | 11   | 10   | 7.º  | 4     | 2    | 1    | 1    | 2     | 1  | 0             | 1             | 1.ªR          | -             | -             | - | -     | 40    | 16    | 12    | 12  | 50%         | 51      | 45      | +6      |         |         |         |         |
| Udinese · Italia        | 1.ª          | 2004-05      | 38    | 17   | 11   | 10   | 4.º  | 6     | 2    | 1    | 3    | 2     | 1  | 0             | 1             | 1.ªR          | -             | -             | - | -     | 46    | 20    | 12    | 14  | 52.18%      | 74      | 58      | +16     |         |         |         |         |
| Udinese · Italia        | Total        | Total        | 117   | 48   | 34   | 35   | -    | 12    | 5    | 2    | 5    | 4     | 2  | 0             | 2             | -             | -             | -             | - | -     | 133   | 55    | 36    | 42  | 50.37%      | 178     | 161     | +17     |         |         |         |         |
| AS Roma · Italia        | 1.ª          | 2005-06      | 38    | 19   | 12   | 7    | 2.º  | 8     | 4    | 1    | 3    | 10    | 6  | 2             | 2             | 1/8           | -             | -             | - | -     | 56    | 29    | 15    | 12  | 60.72%      | 100     | 63      | +37     |         |         |         |         |
| AS Roma · Italia        | 1.ª          | 2006-07      | 38    | 22   | 9    | 7    | 2.º  | 8     | 5    | 2    | 1    | 10    | 5  | 2             | 3             | 1/4           | 1             | 0             | 0 | 1     | 57    | 32    | 13    | 12  | 63.74%      | 110     | 61      | +49     |         |         |         |         |
| AS Roma · Italia        | 1.ª          | 2007-08      | 38    | 24   | 10   | 4    | 2.º  | 7     | 4    | 2    | 1    | 10    | 5  | 2             | 3             | 1/4           | 1             | 1             | 0 | 0     | 56    | 34    | 14    | 8   | 69.04%      | 99      | 54      | +45     |         |         |         |         |
| AS Roma · Italia        | 1.ª          | 2008-09      | 38    | 18   | 9    | 11   | 6.º  | 2     | 1    | 0    | 1    | 8     | 5  | 0             | 3             | 1/8           | 1             | 0             | 1 | 0     | 49    | 24    | 10    | 15  | 55.78%      | 82      | 72      | +10     |         |         |         |         |
| AS Roma · Italia        | 1.ª          | 2009-10      | 2     | 0    | 0    | 2    | Inc. | -     | -    | -    | -    | 4     | 3  | 1             | 0             | Inc.          | -             | -             | - | -     | 6     | 3     | 1     | 2   | 55.56%      | 23      | 12      | +11     |         |         |         |         |
| Zenit · Rusia           | 1.ª          | 2010-11      | 30    | 20   | 8    | 2    | 1.º  | 6     | 4    | 1    | 1    | 14    | 10 | 1             | 3             | 1/8           | -             | -             | - | -     | 50    | 34    | 10    | 6   | 74.67%      | 96      | 40      | +56     |         |         |         |         |
| Zenit · Rusia           | 1.ª          | 2011-12      | 44    | 24   | 16   | 4    | 1.º  | 3     | 2    | 0    | 1    | 8     | 3  | 3             | 2             | 1/8           | 1             | 1             | 0 | 0     | 56    | 30    | 19    | 7   | 64.88%      | 101     | 52      | +49     |         |         |         |         |
| Zenit · Rusia           | 1.ª          | 2012-13      | 30    | 18   | 8    | 4    | 2.º  | 4     | 2    | 1    | 1    | 10    | 4  | 1             | 5             | 1/8           | 1             | 0             | 0 | 1     | 45    | 24    | 10    | 11  | 60.74%      | 67      | 43      | +24     |         |         |         |         |
| Zenit · Rusia           | 1.ª          | 2013-14      | 20    | 12   | 5    | 3    | Inc. | 1     | 0    | 0    | 1    | 11    | 5  | 3             | 3             | Inc.          | 1             | 0             | 0 | 1     | 33    | 17    | 8     | 8   | 59.6%       | 61      | 41      | +20     |         |         |         |         |
| Zenit · Rusia           | Total        | Total        | 124   | 74   | 37   | 13   | -    | 14    | 8    | 2    | 4    | 43    | 22 | 8             | 13            | -             | 3             | 1             | 0 | 2     | 184   | 105   | 47    | 32  | 65.58%      | 325     | 176     | +149    |         |         |         |         |
| AS Roma · Italia        | 1.ª          | 2015-16      | 19    | 14   | 4    | 1    | 3.º  | -     | -    | -    | -    | 2     | 0  | 0             | 2             | 1/8           | -             | -             | - | -     | 21    | 14    | 4     | 3   | 73.02%      | 47      | 23      | +24     |         |         |         |         |
| AS Roma · Italia        | 1.ª          | 2016-17      | 38    | 28   | 3    | 7    | 2.º  | 4     | 3    | 0    | 1    | 12    | 5  | 4             | 3             | 1/8           | -             | -             | - | -     | 54    | 36    | 7     | 11  | 70.99%      | 124     | 60      | +64     |         |         |         |         |
| AS Roma · Italia        | Total        | Total        | 211   | 125  | 47   | 39   | -    | 29    | 17   | 5    | 7    | 56    | 29 | 11            | 16            | -             | 3             | 1             | 1 | 1     | 299   | 172   | 64    | 63  | 64.66%      | 585     | 345     | +240    |         |         |         |         |
| Inter de Milán · Italia | 1.ª          | 2017-18      | 38    | 20   | 12   | 6    | 4.º  | 2     | 0    | 1    | 1    | -     | -  | -             | -             | -             | -             | -             | - | -     | 40    | 20    | 13    | 7   | 60.83%      | 66      | 31      | +35     |         |         |         |         |
| Inter de Milán · Italia | 1.ª          | 2018-19      | 38    | 20   | 9    | 9    | 4.º  | 2     | 1    | 1    | 0    | 10    | 4  | 3             | 3             | 1/8           | -             | -             | - | -     | 50    | 25    | 13    | 12  | 58.67%      | 75      | 44      | +31     |         |         |         |         |
| Inter de Milán · Italia | Total        | Total        | 76    | 40   | 21   | 15   | -    | 4     | 1    | 2    | 1    | 10    | 4  | 3             | 3             | -             | -             | -             | - | -     | 90    | 45    | 26    | 19  | 59.63%      | 141     | 75      | +66     |         |         |         |         |
| SSC Napoli · Italia     | 1.ª          | 2021-22      | 38    | 24   | 7    | 7    | 3.º  | 1     | 0    | 0    | 1    | 8     | 3  | 2             | 3             | 1/16          | -             | -             | - | -     | 47    | 27    | 9     | 11  | 63.83%      | 94      | 51      | +43     |         |         |         |         |
| SSC Napoli · Italia     | 1.ª          | 2022-23      | 38    | 28   | 6    | 4    | 1.º  | 1     | 0    | 1    | 0    | 10    | 7  | 1             | 2             | 1/4           | -             | -             | - | -     | 49    | 35    | 8     | 6   | 76.87%      | 105     | 38      | +67     |         |         |         |         |
| SSC Napoli · Italia     | Total        | Total        | 76    | 52   | 13   | 11   | -    | 2     | 0    | 1    | 1    | 18    | 10 | 3             | 5             | -             | -             | -             | - | -     | 96    | 62    | 17    | 17  | 70.48%      | 199     | 89      | +110    |         |         |         |         |
| Total clubes            | Total clubes | Total clubes | 781   | 405  | 200  | 176  | -    | 90    | 44   | 22   | 24   | 131   | 67 | 25            | 39            | -             | 17            | 10            | 2 | 5     | 1019  | 526   | 249   | 244 | 59.77%      | 1690    | 1088    | +602    |         |         |         |         |
| 1. 2. 3.                |              |              |       |      |      |      |      |       |      |      |      |       |    |               |               |               |               |               |   |       |       |       |       |     |             |         |         |         |         |         |         |         |

##### Selección
| Italia              | 2023-24             | -   | -   | -   | -   | -   | 6  | 3  | 2  | 1  | 4   | 1  | 1  | 2  | 1/8 | 4  | 3  | 1 | 0 | 14   | 7   | 4   | 3   | 59.52% | 21   | 13   | +8   |
| Italia              | 2024-25             | 8   | 4   | 2   | 2   | 1/4 | 2  | 1  | 0  | 1  | -   | -  | -  | -  | -   | -  | -  | - | - | 10   | 5   | 2   | 3   | 56.67% | 19   | 16   | +3   |
| Total selección     | Total selección     | 8   | 4   | 2   | 2   | -   | 8  | 4  | 2  | 2  | 4   | 1  | 1  | 2  | -   | 4  | 3  | 1 | 0 | 24   | 12  | 6   | 6   | 58.33% | 40   | 29   | +11  |
| Total en su carrera | Total en su carrera | 789 | 409 | 202 | 178 | -   | 98 | 48 | 24 | 26 | 135 | 68 | 26 | 41 | -   | 21 | 13 | 3 | 5 | 1043 | 538 | 255 | 250 | 59.73% | 1730 | 1117 | +613 |

#### Resumen por competiciones
| Competición                  | Partidos | Ganados | Empatados | Perdidos | %      | Resultado        |
| Clubes                       | Clubes   | Clubes  | Clubes    | Clubes   | Clubes | Clubes           |
| ---------------------------- | -------- | ------- | --------- | -------- | ------ | ---------------- |
| Serie C                      | 45       | 22      | 14        | 9        | 59.26% | 3.er lugar       |
| Serie B                      | 58       | 25      | 18        | 15       | 53.44% | Subcampeón       |
| Serie A                      | 559      | 288     | 132       | 139      | 59.39% | Campeón          |
| Copa Italia Serie C          | 14       | 9       | 4         | 1        | 73.81% | Campeón          |
| Copa Italia                  | 62       | 27      | 16        | 19       | 52.15% | Campeón          |
| Supercopa de Italia          | 3        | 1       | 1         | 1        | 44.44% | Campeón          |
| Liga Premier de Rusia        | 124      | 74      | 37        | 13       | 69.63% | Campeón          |
| Copa de Rusia                | 14       | 8       | 2         | 4        | 61.9%  | Campeón          |
| Supercopa de Rusia           | 3        | 1       | 0         | 2        | 33.33% | Campeón          |
| Liga de Campeones de la UEFA | 77       | 36      | 16        | 25       | 53.68% | Cuartos de final |
| Liga Europea de la UEFA      | 54       | 31      | 9         | 14       | 62.97% | Octavos de final |
| Copa Intertoto de la UEFA    | 6        | 4       | 0         | 2        | 66.67% | Semifinales      |
| Total clubes                 | 1019     | 526     | 249       | 244      | 59.77% | 8 Títulos        |
| Selección                    |          |         |           |          |        |                  |
| Liga de Naciones             | 8        | 4       | 2         | 2        | 58.33% | Cuartos de final |
| Clasificatorias Eurocopa     | 6        | 3       | 2         | 1        | 61.11% | Clasificado      |
| Eurocopa                     | 4        | 1       | 1         | 2        | 33.33% | Octavos de final |
| Clasificatorias Mundial      | 2        | 1       | 0         | 1        | 50%    | Fase de grupos   |
| Amistosos                    | 4        | 3       | 1         | 0        | 83.33% | +3 PG            |
| Total selección              | 24       | 12      | 6         | 6        | 58.33% | Sin Títulos      |
| Total en su carrera          | 1043     | 538     | 255       | 250      | 59.73% | 8 Títulos        |

## Palmarés

### Como entrenador
| Título                | Club                     | País   | Año     |
| --------------------- | ------------------------ | ------ | ------- |
| Copa Italia           | A. S. Roma               | Italia | 2006-07 |
| Copa Italia           | A. S. Roma               | Italia | 2007-08 |
| Supercopa de Italia   | A. S. Roma               | Italia | 2007    |
| Liga Premier de Rusia | Zenit de San Petersburgo | Rusia  | 2010    |
| Liga Premier de Rusia | Zenit de San Petersburgo | Rusia  | 2011-12 |
| Copa de Rusia         | Zenit de San Petersburgo | Rusia  | 2009-10 |
| Supercopa de Rusia    | Zenit de San Petersburgo | Rusia  | 2011    |
| Serie A               | S. S. C. Napoli          | Italia | 2022-23 |